# Nguyen Thi Kim Lien
Nguyễn Thị Kim Liên, född 10 februari 1993 i Long An, Vietnam, är en volleybollspelare (libero). Hon har spelat för klubbar i sitt hemland, där hon vunnit flera nationella titlar, samt för Vietnams landslag med vilka hon vann AVC Challenge Cup 2023 och har tagit flera silver i sydostasiatiska spelen